# Hypenetes stuckenbergi
Hypenetes stuckenbergi là một loài ruồi trong họ Asilidae. Hypenetes stuckenbergi được Londt miêu tả năm 1985. Loài này phân bố ở vùng nhiệt đới châu Phi.